# Szipka (miasto)
Szipka (bułg. Шипка) – miasto w południowo-środkowej Bułgarii, w obwodzie Stara Zagora, w gminie Kazanłyk. Według danych Narodowego Instytutu Statystycznego, 31 grudnia 2014 miasto liczyło 1282 mieszkańców.

## Położenie
Miasteczko położone jest u podnóża Starej Płaniny. Niedaleko miejscowości znajdują się szczyt górski o tej samej nazwie Szipka i przełęcz Szipka.

## Historia
Osada Szipka istnieje od XI w. p.n.e., kiedy ówczesne ziemie zamieszkiwali Trakowie. Uważa się, że między VI a II w. p.n.e. rozkwitała tu kultura tracka. W I w n.e. ziemie zamieszkiwane przed Traków zostały włączone w granice Cesarstwa rzymskiego. Kiedy w 1396 Bułgarię opanowało Imperium osmańskie, osada Szipka została rozbudowana w celu ochrony i kontroli pobliskiej przełęczy. Na szczycie Szipka stoczona została jedna z najważniejszych bitew z Imperium osmańskim o niepodległość Bułgarii. Cerkiew Narodzenia Pańskiego w Szipce powstała dla upamiętnienia żołnierzy bułgarskich i rosyjskich zaginionych w trakcie wojny rosyjsko-tureckiej. W trakcie wojen bałkańskich w 1912 do legionu Macedońsko-Adrianopolskiego wstąpiło trzech mieszkańców Szipki.

## Zabytki
Do rejestru zabytków włączono:
- Cerkiew Narodzenia Pańskiego
- Grobowiec tracki Ostrusza
- Grobowiec Seutesa III

## Urodzeni w Szipce
- Penjo Czerneołu – hajduk
- Djanko Karażdow – oficer
- Dobri Kartałow – antyfaszysta
- Iwan Szipkalijata – rewolucjonista
- Emił Tonew – pisarz, scenarzysta